# Конзервисање намирница сушењем
Конзервисање намирница сушењем је највероватније најстарији метод конзервисања намирница уопште. Сушење је метод конзервисања  којом се онемогућава активност микроорганизама одстрањивањем воде из намирнице, па се због тога често назива и ксероанабиоза (од грчке речи: Kseros - сув).

## Опште информације
Дефиниција
Сушење намирница се дефинише као процес губитка влаге који је резултат симултаног постојања феномена преноса масе и енергије и представља традиционални метод конзервисања намирница који продужава време трајања производа. 
Добре стране сушења
- Сушењем се смањује маса и запремина намирнице, а тиме се смањују и трошкови транспорта и складиштења.
- Предност осушених намирница је да оне не захтевају ниске температуре за чување пошто процес сушења смањује активност воде и тиме је онемогућен развој микроорганизама који изазивају кварење осушених намирница.[1]

Лоше стране сушења
Лоше стране сушења намирница огледају се у следећем:
- Све осушене намирнице губе у квалитету, у неком степену и на начин који зависи од типа намирнице, састава, самог поступка сушења, паковања и режима чувања. У том смислу непрестано се  посвећује све већа пажња квалитету осушених намирница, усаврђавањем метода сушења као и како физичко-хемијске промене које се јављају у току сушења утичу на квалитет осушених производа.[2]
- Сушењем се значајно губи испарљива компонента (мирис) и укус намирница.
- Сушењем намирница губи боју и текстуру
- Сушењем намирница мања нутритивне вредности.

### Вресте сушења према начину довођења топлоте
Према начину довођења топлоте материјалу који се суши, разликују се следећи методи сушења:
- Конвективно сушење – додиром материјала који се суши струјом агенса сушења;
- Кондуктивно сушење – додиром материјала који се суши загрејаном површином;
- Радијационо сушење – загревањем материјала који се суши топлотом генерисаном у самом материјалу посредством поља струје високе учестаности;
- Сублимационо сушење – сушење у cмрзнутом стању под високим вакуумом

## Методе сушења намирница
Повећана потреба за ефикасном производњом висококвалитетних производа по прихватљивој цени непрестано утиче на усавршавање и примену различитих метода сушења у пракси.

### Конвективно сушење
Конвективно сушење ваздухом је најчешће коришћена дехидрациона операција у прехрамбеној индустрији. Осушени производи се карактеришу ниским порозитетом и високом густином.  
Конвективно сушење је најраспрострањенији начин сушења рибе и воћа, а посебно шљиве исмокава у свету, и данас се највише примењује, јер је као метод конзервисања јефтина и једноставна за примену.
Недостатак
У току сушења ваздухом јављају значајне промене боје, а осушени производи имају најчешће низак сорпциони капацитет.
Међутим ова метода сушења воћа, које има традиционално смежуран изглед добијен конвективним начином сушења, добро је прихваћена код потрошача сушене шљиве, грoжђа и урми.

### Микроталасно сушење
Микроталасно сушење је алтернативни метод сушења који се од скоро користи у прехрамбеној индустрији. Заснива се на примени енергије микроталаса у вакууму, односно комбиновањем предности вакуумског и микроталасног сушења чиме се побољшава енергетска ефикасност и квалитет производа.
Недостаци
Oсушене намирнице у вакууму се карактеришу већим порозитетом у зависности од величине вакуума и мањим променама боје и испарљиве ароме.

### Осмотска дехидрација
Осмотска дехидрација минимизира утицај топлоте на промену боје и ароме, спречава неензимско потамњивање и стога смањује употребу сумпор диоксида повећавајући на тај начин непроменљивост намирница у току конвективног сушења.
Суштина процеса осмозе је потапање воћа или поврћа у раствор. Затим постоје истовремени транспорти молекула воде и растворене материје у два правца. Теоријске анализе масовног транспорта су сложене и још увек ограничене по броју. Познато је да ће се растворена материја - раствор увек кретати у правцу своје ниже концентрације. Овај продор раствора у узорак је у већини случајева праћен кретањем раствора у супротном смеру. Када се из производа уклони значајна маса влаге уз ограничену миграцију раствора, долази до осмотске дехидрације.
Предности
Процес осмотске дехидрације има много предности, од којих су најзначајније:
- Минимизира утицај температуре на квалитет хране и штити интегритет хране, јер високе температуре  нису потребне у процесу.
- Блага термичка обрада помаже у одржавању боје и укуса, и тиме даје производу изврсна сензорна својства. Резултат је бољи када се сируп користи као пенетрант.
- Повећава отпорност хране на топлотну обраду
- Поступак је врло једноставан и економичан (потрошња енергије се смањује за фактор 2-3 у поређењу са конвенционалним сушењем).
- Спречава ензим смеђу боју и инхибира активност полифенол оксидазе.
- Елиминише поступак бланширања и на тај начин и трошкове обраде.
- Апсорпција киселине и шећера у воћу мења састојке и побољшава укус и прихватљивост (ефекат сахарификације).
- Кориснтан је за производњу готове хране као што су грожђице.
- Смањује обим производа, штедећи трошкове прераде, складиштења и транспорта.
- Спречава да се производ уруши током наредног процеса сушења, помажући одржавању облика производа после дехидрације

Недостаци
Осмотска дехидрација умногоме делује на видљиву густину и порозитет намирнице.

### Сушење лиофилизацијом
Сушење лиофилизацијом је једна од најсофистициранијих метода дехидрације. Технологија лиофилизације је развијена за сушење осетљивих фармацеутских производа, а касније је почела да се примењује и за сушење прехрамбених производа.
Добре стране
За разлику од класичног сушења, лиофилизацијом се добија производ са врло малим садржајем воде уз максимално очување свих хранљивих материја у осушеном производу. Овај поступак конзервисања је посебно интересантан за осетљиво воће код кога теба максимално очувати карактеристичну арому, боју и витамине.
Добијени осушени производ је порозне структуре са мало или без смежуравања, са супериорним укусом и очуваном аромом, бољих рехидрационих особина у поређењу са производима добијених на другим начинима сушења.
Осушен проивод лофилизацијом се може без већих проблема чувати и до 5 година. 
Промене у хемијском саставу и нутритивним својствима, до којих долази у процесу лиофилизације су минималне. При томе се могу добити производи који су различито припремљени, па им је и намена различита.
Недостаци
Предност сушење лиофилизацијомје је у директној супротности са одговарајућом ценом коштања овог процеса. 
Ове технологије су релативно нове у свету, а у Србији  се још увек не примењују у индустријским размерама